# Рамадани, Ниязи
Ниази Рамадани (алб. Nijazi Ramadani, род. 14 февраля 1964) — албанский поэт, писатель, искусствовед.

## Биография
Ниязи Рамадани родился в 1964 году в Кокаи (Кокаи) недалеко от Гнилане в Югославии, ныне частично признанная Республика Косово.
Он окончил среднюю школу в Гнилане, затем факультет математики и информатики в Университете причин Приштина [2].
Он один из самых известных современных поэтов Косово. Его литературная работа посвящена главным образом обращению с национальными мотивами и патриотизмом..